# Silvestridia hutan
Silvestridia hutan är en urinsektsart som beskrevs av Imadaté 1965. Silvestridia hutan ingår i släktet Silvestridia och familjen lönntrevfotingar. Inga underarter finns listade i Catalogue of Life.